# アントン・ブルグマンス
アントン・ブルグマンス（蘭: Antonius Brugmans、1732年10月22日 - 1789年4月27日）は、オランダの学者である。フラネケル大学の哲学教授、フローニンゲン大学の物理学および数学教授、1770年から1771年の1年間、フローニンゲン大学学長を務めた。1778年にビスマスの反磁性を発見した。

## 略歴
ブルグマンスは、1732年にフリースラント州のハントゥム村で、説教師の父ピボ・ブルグマンス（Pibo Brugmans、1697年 - 1767年）と母ペトロネラ・ヴィエルスマ（Petronella Wiersma、1694年 - 1777年）の息子として生まれた。父親はフラネケルで神学を学んだ。ブルグマンスは、1746年には既にドックムのラテン語学校を卒業し、14歳でフラネケルで学び始めた。18歳で博士号を取得し、1749年に教師のヨハン・サミュエル・ケーニッヒに従ってハーグに赴任した。ペトルス・カンペールがフラネケル大学を去った後、ブルグマンスはそこで哲学の教授になった。1767年からはフローニンゲン大学で物理学と数学の教授となり、1770年には同大学の学長になった。1771年、学長はゲラルドゥス・カイパースによって引き継がれた。
ブルグマンスは、プロ・エクスコレンド・ジュレ・パトリオ協会の会員であった。1771年には王立オランダ科学協会の会員となった。ブルグマンスは磁気の分野において、最も重要な貢献をした。1789年、肉腫のため死去。

## 家族
ブルグマンスは1761年にデルフトで、フスとデルフトの牧師であったセバルト・ゴッドフリート・マンゲル（Sebald Godfried Manger）の娘ヨハンナ・フレデリカ・マンゲル（Johanna Frederika Manger、1734年 - 1811年）と結婚した。二人の間には5人の子供がいた。
- セバールド・ユスティヌス・ブルグマンス（Sebald Justinus Brugmans、1763年-1819年）は、医師、博物学者。フランケル大学教授、後にライデン大学教授。
- ペトロネラ・ルイーザ・ブルグマンス（Petronella Louisa Brugmans、1766年 - 1837年）は、ライデン大学教授カロルス・ボアーズと結婚。コルネリス・ヘンドリック・エメンと再婚し、弁護士、秘書、後にフローニンゲンの財務官となる。
- ピボ・アントニウス・ブルグマンス（Pibo Antonius Brugmans、1769年 - 1851年）は、アムステルダムのオレンジ主義（英語版）者の弁護士、行政官。アムステルダム出身のアンナ・ライセンダールと結婚。
- エヴァ・ユスティーナ・ブルグマンス（Eva Justina Brugmans、1773年 - 1845年）は、フローニンゲンの牧師ヨハネス・ルトガースと結婚。
- サラ・ブルグマンス（Sara Brugmans、1776年-1833年）、ベールタ（オランダ語版）の弁護士アベル・ヴィエトール・ヘーンベルゲルと結婚。ウィンスホーテン出身のマイント・ベークハウスと再婚。

## 著作

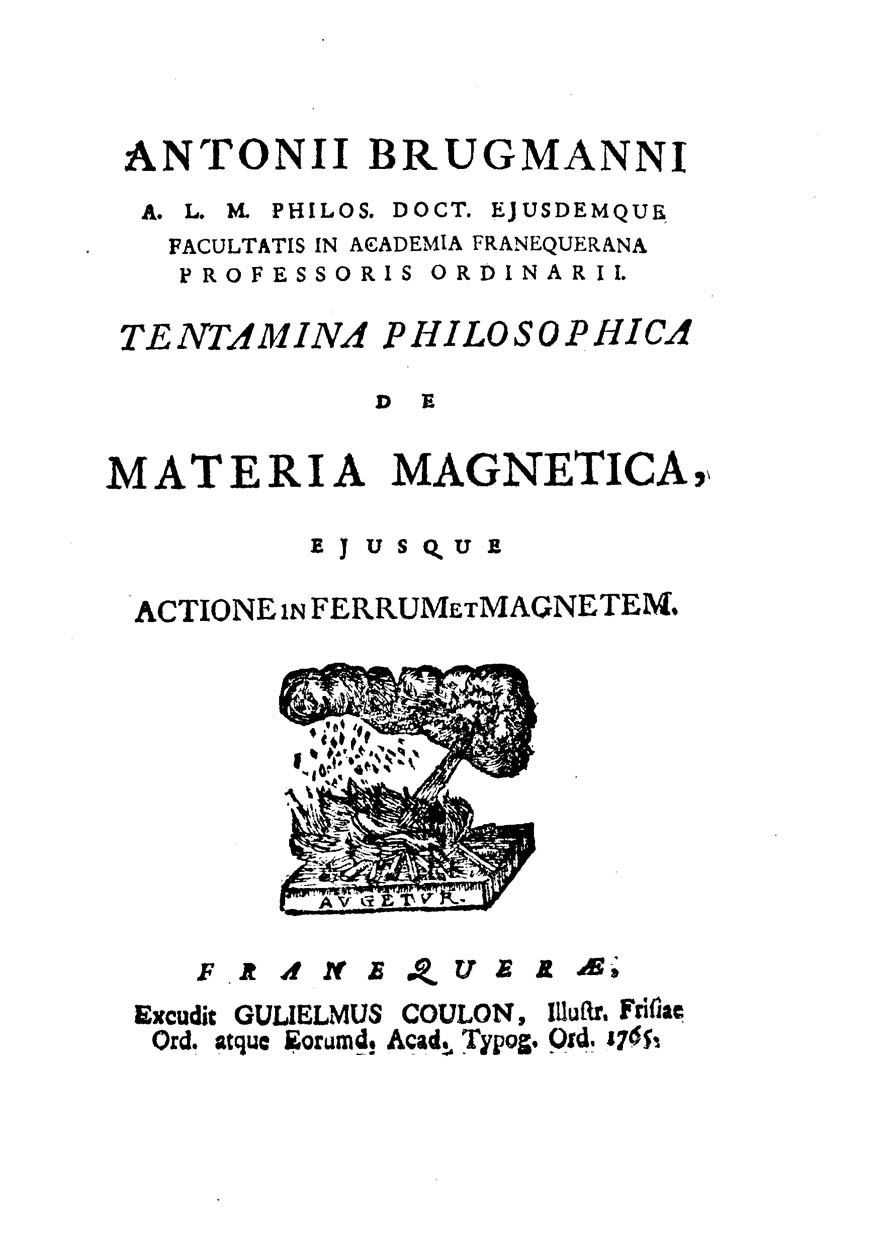
Tentamina philosophica de materia magnetica eiusque actione in ferrum et magnetem, 1765

- de Essentiarum idearumque absoluta necessitate、フラネケル、1748年。
- Dissertatio de Phaenomeno、フラネケル、1749年。（学位論文）
- Proeve over de waare grondwetten der beweging en ruste、ライデン、1753年。
- de Sensu communi matheseos et philosophiae matre、フラネケル、1756年。
- Oratio de sensu communie, matheseos et Philosophiae matre、フラネケル、1761年。
- Tentamina philosophica de materia magnetica ejusque actione in ferrum et magnetem、レーワルデン、1765年。
- de Proferendis physices pomoeriis、フローニンゲン、1767年。
- de Incognitis Dei perfectionibus、フラネケル、1767年。
- Schediasma quo demonstratur corpora perfecte dura cum principio continuitatis non consistere、1767年。
- Sermo publicus de monumentis variarum mutationum, quas Belgii foederati solum aliquando passum fuit、1771年。
- Magnetismus sive de affinitatibus magneticis observationes academicae、ライデン、1778年。